# Vasilij Ivanovič Demut-Malinovskij
Vasilij Ivanovič Demut-Malinovskij (in russo Василий Иванович Демут-Малиновский?; 1779 – 16 luglio 1846) è stato uno scultore russo, il cui lavoro rappresenta la quintessenza dello stile impero.

## Biografia
Entrò alla Accademia Imperiale d'Arte all'età di sei anni e studiò con Michail Ivanovič Kozlovskij per quindici anni. Alla morte del suo insegnante, vinse un concorso per la progettazione della sua tomba e partì per Roma per studiare con Antonio Canova. Il successo gli arrise con la progettazione della Cattedrale di Kazan a San Pietroburgo.
Dopo la vittoria della Russia su Napoleone, Demut-Malinovskij realizzò una serie di sculture patriottiche, compresa la tomba ed una grande statua di Barclay de Tolly in Estonia. Successivamente Alessandro I gli assegnò il compito di preparare dei bassorilievi simbolizzanti la Neva ed il Volga per la Colonna di Alessandro da inserire al centro della Piazza del Palazzo.
Demut-Malinovskij disegnò poi statue e decorazioni per chiese, palazzi e monumenti pubblici di San Pietroburgo, specialmente per quelli disegnati da Carlo Rossi: il Palazzo dello Stato Maggiore, la Borsa, l'Ammiragliato, l'Istituto di mineralogia, l'arco d'Egitto, l'Arco di Narva ed il Palazzo Michajlovskij.

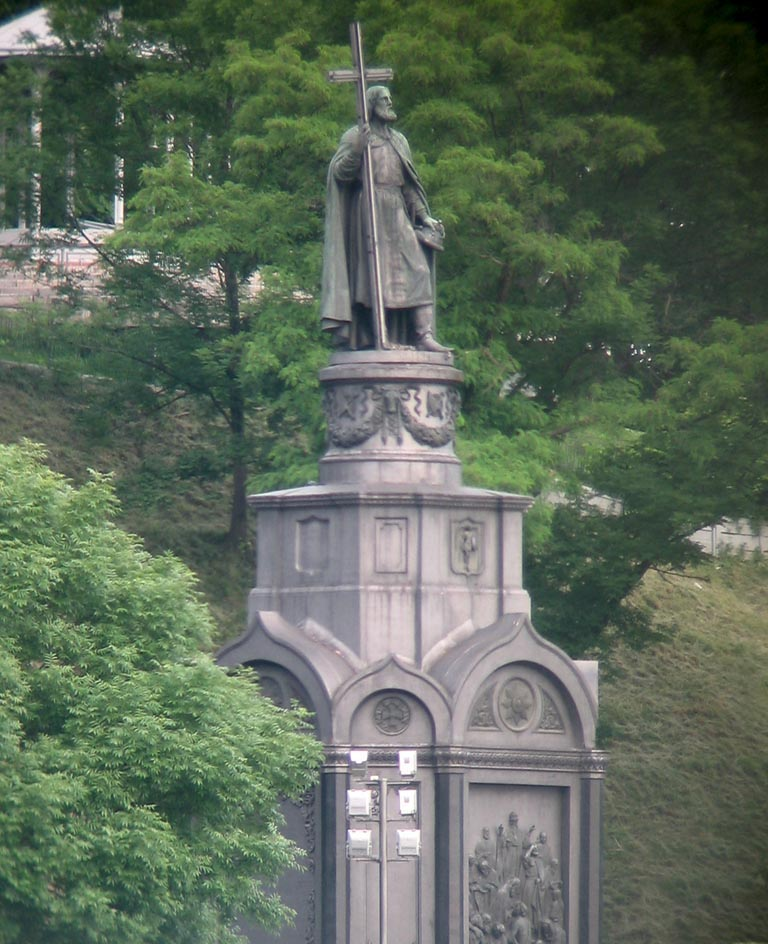
Monumento a San Vladimiro, sul Dnieper a Kiev.